# تايكي ميكاوا
تايكي ميكاوا (باليابانية: 前川 大樹) (مواليد 22 يوليو 1979)، هو لاعب كرة قدم سابق كان يلعب كحارس مرمى.

## وصلات خارجية
- تايكي ميكاوا على موقع عالم كرة القدم.نت (الإنجليزية)